# Силвестър (Джорджия)
Вижте пояснителната страница за други значения на Силвестър.
Силвестър (на английски: Sylvester) е град в Съединените американски щати, щат Джорджия. Градът е център на окръг Уърт. Разположен е на 31° 32' с.ш. и 83° 50' з.д. Населението му е 5878 души (по приблизителна оценка за 2017 г.), 60% от тях негри.
В Силвестър е родена писателката Сю Монк Кид (р. 1948).